# 外臺秘要
《外台秘要》，唐朝医学巨著，作者王焘。
王燾以母病攻醫，而著《外台秘要》。成书於天宝十一年（公元752年），共40卷，分1104门，载方6000余首。每门记述先论后方，所引之处皆有出处。此书主要收集了东汉至唐的方书，其中医论部分以巢元方的《诸病源候论》为主，医方部分则以参照孙思邈《千金方》者为多。
唐朝以前所散佚的方书，多赖此书存其概略，得以流传，所以这是一部对中医药学研究有重要参考价值的大型医学文献。

## 成就
《外台秘要》援引许多唐以前失传的典籍，并收录秦至唐中期56位著名医家的方论，可谓“上自神农，下及唐世，无不采撷”，不仅具有较高的历史文献价值，且深入挖掘有助于古为今用，指导、启迪当今疾病的诊疗、科研思路与理论。全书载方6800余首，先引述病因病机，再列述治疗诸方，论著详尽、次序井然，但其中《删繁方》《深师方》《小品方》《集验方》《必效方》等后世已佚。此外，《外台秘要》的针灸学内容除部分源于《肘后备急方》、《千金要方》等著作外, 还记载有一百二十首针灸处方，对扁鹊、陶弘景、甄权、杨玄操等医家的针灸经验有较为完整地辑录。

## 數據庫
- 外臺秘要 （页面存档备份，存于） 中藥方劑圖像數據庫 (香港浸會大學中醫藥學院) （中文）（英文）